# Apium bermejoi
Apium bermejoi là một loài thực vật có hoa rất nguy cấp thuộc Họ Hoa tán.